# All of Us Are Dead
All of Us Are Dead (지금 우리 학교는, Hanja:只今 우리 學校는, RR Jigeum Uri Hakgyoneun; deutsch: Jetzt in unserer Schule) ist eine südkoreanische Zombie-Serie, basierend auf dem gleichnamigen Webtoon von Joo Dong-geun, der zwischen 2009 und 2011 durch Naver Webtoon veröffentlicht wurde. Die Serie wurde am 28. Januar 2022 weltweit auf Netflix veröffentlicht.
Im Juni 2022 wurde die Serie um eine zweite Staffel verlängert.

## Handlung
Eine High School wird zum Ausgangspunkt für den Ausbruch eines Zombie-Virus. Die gefangenen Schülerinnen und Schüler müssen sich einen Weg nach draußen erkämpfen. Denn sonst droht ihnen ein Schicksal als tollwütiger Infizierter. Ein Kampf ums Überleben beginnt.

## Besetzung und Synchronisation
Die deutschsprachige Synchronisation entstand nach den Dialogbüchern von Eduard Monostori Erreth und Jan Andres sowie unter der Dialogregie von Werner Böhnke durch die Synchronfirma Iyuno-SDI Group Germany in Berlin.

### Hauptdarsteller
| Rolle           | Schauspieler    | Synchronsprecher  |
| --------------- | --------------- | ----------------- |
| Nam On-jo       | Park Ji-hu      | Lara Brieger      |
| Lee Cheong-san  | Yoon Chan-young | Oliver Szerkus    |
| Choi Nam-ra     | Cho Yi-hyun     | Laura Elßel       |
| Lee Su-hyeok    | Park Solomon    | Oscar Räuker      |
| Lee Na-yeon     | Lee You-mi      | Lana Finn Marti   |
| Yoon Gwi-nam    | Yoo In-soo      | Dennis Sandmann   |
| Lee Byeong-chan | Kim Byung-chul  | Steven Merting    |
| Song Jae-ik     | Lee Kyu-hyung   | Fabian Oscar Wien |
| Nam So-ju       | Jeon Bae-soo    | Stefan Bräuler    |

### Nebendarsteller
| Rolle                    | Schauspieler    | Synchronsprecher   |
| ------------------------ | --------------- | ------------------ |
| Abgeordnete Park Eun-hee | Bae Hae-sun     | Katharina Spiering |
| Jeon Ho-cheol            | Park Jae-chul   | Tim Sander         |
| Kim U-sin                | Woo Ji-hyun     | Peter Foyse        |
| Park Yeong-hwan          | Dong Hyun-bae   | Sebastian Borucki  |
| Jin Seon-moo             | Kim Jong-tae    | Benjamin Stöwe     |
| Park Sun-hwa             | Lee Sang-hee    | Melanie Isakowitz  |
| Yoon I-sak               | Kim Ju-a        | Samina König       |
| Kim Hyeon-ju             | Jung Yi-seo     | Derya Flechtner    |
| Han Gyeong-su            | Ham Sung-min    | Nico Stank         |
| Son Myeong-hwan          | Oh Hee-joon     | Philipp Stiegemann |
| Lee Jin-su               | Lee Min-goo     | Mik Dankou         |
| Jang Wu-jin              | Son Sang-yeon   | Sebastian Fitzner  |
| Chang-hoon               | Shin Jae-hwi    | Till Flechtner     |
| Min Eun-ji               | Oh Hye-soo      | Johanna Schmoll    |
| Yang Dae-su              | Lim Jae-hyeok   | Marcel Mann        |
| Mutter von Cheong-san    | Lee Ji-hyun     | Anja Rybiczka      |
| Kim Cheol-su             | Ahn Ji-ho       | Nando Schmitz      |
| Oh Joon-yeong            | Ahn Seung-kyoon | Tobias Diakow      |
| Seo Hyo-ryeong           | Kim Bo-yoon     | Celina Gaschina    |
| Park Mi-jin              | Lee Eun-saem    | Valentina Bonalana |
| Kim Ji-min               | Kim Jin-young   | Yamuna Kemmerling  |
| Yoo Joon-seong           | Yang Han-yeol   | Tom Raczko         |
| Jo Dal-ho                | Jo Dal-hwan     | Jan Andres         |
| Park Hee-su              | Lee Chae-eun    | Joone Dankou       |
| Schulleiter              | Uhm Hyo-sup     | Michael Noack      |
| Jang Ha-ri               | Ha Seung-ri     | Özge Kayalar       |
| Kang Jin-gu              | Yoon Byung-hee  | Kevin Kraus        |
| Jung Yong-nam            | Yoon Kyung-ho   | Manolo Palma       |
| Jang Min-jae             | Jin Ho-eun      | David Kunze        |
| Mandarinenquatsch        | Lee Si-hoon     | Rainer Fritzsche   |

### Gastdarsteller
| Rolle                  | Schauspieler  | Synchronsprecher    |
| ---------------------- | ------------- | ------------------- |
| Schulkrankenschwester  | Ahn Si-ha     | Friedel Morgenstern |
| Lee Ha-lim             | Hwang Bo-un   | Julia Bautz         |
| Staff Sgt. Lee Jae-jun | Park Ji-yeol  | Tom Ferenc          |
| Parteivorsitzender     | Jung Doo-kyum | Thomas Schmuckert   |